# Akodon fumeus
Akodon fumeus је врста глодара из породице хрчкова (лат. Cricetidae). 

## Распрострањење
Ареал врсте је ограничен на мањи број држава. Врста има станиште у Боливији, Аргентини и Перуу.

## Станиште
Станишта врсте су шуме и травна вегетација. Врста је присутна на планинском венцу Анда у Јужној Америци. 

## Угроженост
Ова врста је наведена као последња брига, јер има широко распрострањење и честа је врста.